# سيسيل بورتون
سيسيل بورتون (13 سبتمبر 1887 في المملكة المتحدة - 24 سبتمبر 1971 في المملكة المتحدة) (بالإنجليزية: Cecil Burton)‏ هو لاعب كريكت بريطاني وبريطاني (وحمل سابقاً جنسية المملكة المتحدة لبريطانيا العظمى وأيرلندا).